# Costa Rica a 2008. évi nyári olimpiai játékokon
Costa Rica a kínai Pekingben megrendezett 2008. évi nyári olimpiai játékok egyik részt vevő nemzete volt. Az országot az olimpián 4 sportágban 8 sportoló képviselte, akik érmet nem szereztek.

## Atlétika
Férfi
| Versenyző    | Versenyszám     | Előfutam | Előfutam | Előfutam | Elődöntő | Elődöntő | Elődöntő | Döntő   | Döntő    |
| Versenyző    | Versenyszám     | Idő      | Hely.    | Össz.    | Idő      | Hely.    | Össz.    | Idő     | Helyezés |
| ------------ | --------------- | -------- | -------- | -------- | -------- | -------- | -------- | ------- | -------- |
| Nery Brenes  | 400 m           | 45,36    | 1.       | 18.*     | 44,94    | 4.       | 10.*     | kiesett | kiesett  |
| Allan Segura | 20 km gyaloglás |          |          |          |          |          |          | 1:27:10 | 39.      |

* - egy másik versenyzővel azonos időt ért el
Női
| Versenyző      | Versenyszám | Eredmény | Helyezés |
| -------------- | ----------- | -------- | -------- |
| Gabriela Traña | Maraton     | 2:53:45  | 68.      |

## Kerékpározás

### Hegyi-kerékpározás
| Versenyző        | Versenyszám        | Idő           | Helyezés |
| ---------------- | ------------------ | ------------- | -------- |
| Federico Ramírez | Férfi terepverseny | 5 kör hátrány | 47.      |

### Országúti kerékpározás
Férfi
| Versenyző   | Versenyszám   | Idő                        | Helyezés                   |
| ----------- | ------------- | -------------------------- | -------------------------- |
| Henry Raabe | Mezőnyverseny | nem ért célba (lekörözték) | nem ért célba (lekörözték) |

## Taekwondo
Férfi
| Versenyző           | Versenyszám | Nyolcaddöntő              | Negyeddöntő       | Elődöntő          | Vigaszág elődöntő          | Bronz- mérkőzés   | Döntő             | Helyezés |
| Versenyző           | Versenyszám | Ellenfél Eredmény         | Ellenfél Eredmény | Ellenfél Eredmény | Ellenfél Eredmény          | Ellenfél Eredmény | Ellenfél Eredmény | Helyezés |
| ------------------- | ----------- | ------------------------- | ----------------- | ----------------- | -------------------------- | ----------------- | ----------------- | -------- |
| Kristopher Moitland | Nehézsúly   | Csha Dongmin (KOR) · -2-1 |                   |                   | Akmal Ergashev (UZB) · 5-6 | kiesett           |                   | 6.       |

## Úszás
Férfi
| Versenyző     | Versenyszám | Előfutam | Előfutam | Előfutam | Elődöntő | Elődöntő | Elődöntő | Döntő   | Döntő    |
| Versenyző     | Versenyszám | Idő      | Hely.    | Össz.    | Idő      | Hely.    | Össz.    | Idő     | Helyezés |
| ------------- | ----------- | -------- | -------- | -------- | -------- | -------- | -------- | ------- | -------- |
| Mario Montoya | 200 m gyors | 1:52,19  | 3.       | 50.      | kiesett  | kiesett  | kiesett  | kiesett | kiesett  |

Női
| Versenyző         | Versenyszám | Előfutam | Előfutam | Előfutam | Elődöntő | Elődöntő | Elődöntő | Döntő   | Döntő    |
| Versenyző         | Versenyszám | Idő      | Hely.    | Össz.    | Idő      | Hely.    | Össz.    | Idő     | Helyezés |
| ----------------- | ----------- | -------- | -------- | -------- | -------- | -------- | -------- | ------- | -------- |
| Marianela Quesada | 50 m gyors  | 28,11    | 8.       | 57.      | kiesett  | kiesett  | kiesett  | kiesett | kiesett  |